# Parque nacional Cattai
El Parque Nacional Cattai es un parque nacional en Nueva Gales del Sur, Australia, ubicado a 45 km al noroeste de Sídney, y 13 km al norte de Windsor, al salir de la vía del Ferry Cattai-Wisemans (vía parcialmente pavimentada).
En el área de granjas de Cattai, que originalmente perteneció a propietarios privados se encuentra el cottage de Arndell de 1821, silos de grano de carácter histórico y ruinas de un molino considerado como una de las más antiguas instalaciones industriales de Nueva Gales del Sur. En una sección separada, cerca del parque Mitchell, se observa una gran variedad de comunidades vegetales, incluyendo especies raras de selva lluviosa.
Los visitantes pueden utilizar las instalaciones para meriendas y barbacoas cerca de la granja Cattai, también hay un refugio a orillas del río Hawkesbury y una zona para acampar con vehículos que funciona todo el año, con reserva previa. El parque Mitchell tiene una extensa red de caminos señalados para marcha y zonas de pícnic cerca del vistoso arroyo Cattai.